# Bieszkowice
Bieszkowice (dodatkowa nazwa w j. kaszub. Bieszkòwice, niem. Bieschkowitz) – wieś kaszubska w Polsce, położona w województwie pomorskim, w powiecie wejherowskim, w gminie Wejherowo. Leży na obszarze leśnym Trójmiejskiego Parku Krajobrazowego przy drodze wojewódzkiej nr 218. 
| SIMC    | Nazwa     | Rodzaj    |
| ------- | --------- | --------- |
| 0176390 | Cierznia  | część wsi |
| 0176408 | Krystkowo | część wsi |
| 0176414 | Pińskie   | część wsi |

W latach 1975–1998 miejscowość administracyjnie należała do województwa gdańskiego. 
Wieś jest siedzibą sołectwa Bieszkowice, w którego skład wchodzą: Cierznia, Krystkowo, Piecewo i Pińskie oraz osada Piekiełko. 
Wieś pojawia się w dokumentach z lat 1400-1437, gdzie figuruje jako dobro rycerskie. W 1570 nazwa wsi w dokumentach była zapisana jako Bieczkowicz, później Zbieszkowice.
Taką nazwę podaje też alternatywnie Słownik geograficzny Królestwa Polskiego i innych krajów słowiańskich, tom I z 1880 roku.
Podczas zaboru pruskiego wieś nosiła nazwę niemiecką Bieschkowitz. Podczas okupacji niemieckiej nazwa Bieschkowitz w 1942 została przez nazistowskich propagandystów niemieckich (w ramach szerokiej akcji odkaszubiania i odpolszczania nazw niemieckiego lebensraumu) zweryfikowana jako zbyt kaszubska i przemianowana na nowo wymyśloną i bardziej niemiecką – Beschenfeld.
Na zachód od Bieszkowic znajdują się jeziora Bieszkowickie i Zawiad, a nieco dalej Rębówko. Przez wieś prowadzi turystyczny Szlak Wejherowski, który na wschód od Bieszkowic krzyżuje się ze Szlakiem Zagórskiej Strugi.